# Żabia Wola
Żabia Wola ist ein Dorf sowie Sitz der gleichnamigen Landgemeinde im Powiat Grodziski der Woiwodschaft Masowien, Polen.

## Gemeinde
Zur Landgemeinde (gmina wiejska) Żabia Wola gehören folgende 32 Ortschaften mit einem Schulzenamt (sołectwo):
Bartoszówka
Bieniewiec
Bolesławek
Bukówka
Ciepłe
Grzegorzewice
Grzymek
Huta Żabiowolska
Jastrzębnik
Kaleń
Kaleń-Towarzystwo
Lasek
Musuły
Oddział
Ojrzanów
Ojrzanów-Towarzystwo
Osowiec
Osowiec-Parcela
Petrykozy
Pieńki Słubickie
Pieńki Zarębskie
Piotrkowice
Siestrzeń
Skuły
Słubica A
Słubica B
Słubica-Wieś
Władysławów
Wycinki Osowskie
Zaręby
Żabia Wola
Żelechów
Weitere Orte der Gemeinde ohne Schulzenamt sind Ciepłe Pierwsze, Grzmiąca, Józefina, Lisówek, Ojcówek, Przeszkoda, Redlanka, Rumianka, Słubica Dobra, Stara Bukówka und Zalesie.

## Verkehr
Am Südrand der Gemeinde liegt der ehemalige Haltepunkt Grzegorzewice der Bahnstrecke Skierniewice–Łuków.